# Vegavis iaai
Vegavis iaai is een uitgestorven vogelsoort uit het Laat-Krijt (68 tot 66 miljoen jaar geleden) van Vega Island in West-Antarctica die tot de Anseriformes behoorde.
Het fossiel werd in 1992 gevonden en in januari 2005 beschreven door Julia Clarke, een paleontologe van de North Carolina State University in Raleigh NC. Zij gebruikte daarvoor onder meer CT-scans om de botten die in steen ingebed zijn beter te kunnen bestuderen. Zij werkte samen met het IAA, een Argentijns onderzoeksinstituut, waar de soortaanduiding naar vernoemd is (iaai). De geslachtsnaam Vegavis betekent Vega-vogel en verwijst naar de vindplaats.
Er is eenduidig komen vast te staan dat het hier om een vogel uit de Anseriformes, nauw verwant aan de Anatidae (eenden, ganzen, zwanen enzovoorts) gaat en dat de vondst stamt uit de laatste fase van het Krijt (het Maastrichtien) van 71 miljoen jaar geleden. Dat is een opmerkelijke vaststelling omdat daarmee aangetoond wordt dat een aantal onderverdelingen van de Neornithes (en zelfs de Neognathae) al voor het einde van het Krijt bestonden. Zowel struisvogels, eendvogels als hoenders waren daarmee tijdgenoten van de dinosauriërs van het Krijt en er zijn dus meerdere lijnen van de vogels die de K/T uitstervingsgolf overleefd moeten hebben. De eerdere veronderstelling dat de vormenrijkdom van de huidige vogels (vrijwel) geheel van na de gebeurtenissen van de K/T-grens stamt, is daarmee onjuist gebleken.

## Naamgeving
Het holotype-exemplaar van Vegavis wordt bewaard in het Museo de La Plata in Argentinië. Het exemplaar, gecatalogiseerd als MLP 93-I-3-1, werd in 1993 gevonden in de López de Bertodanoformatie bij Cape Lamb op Vega Island, Antarctica, maar werd pas in 2005 beschreven als een nieuwe soort omdat het bestaat uit de zeer kwetsbare overblijfselen van een vogel ingebed in een afzetting, die zorgvuldig moest worden geprepareerd voor onderzoek. CT-scans werden gebruikt om een duidelijker beeld te krijgen van de botstructuur zonder het gevaar te lopen het fossiel te beschadigen of te vernietigen.
De geslachtsnaam Vegavis is een combinatie van de naam van het eiland Vega en 'avis', het Latijnse woord voor vogel. De soortaanduiding 'iaai' is naar het acroniem vernoemd voor Instituto Antartico Argentino (IAA), dat de Argentijnse wetenschappelijke expeditie naar Antarctica prganiseerde.
Een tweede exemplaar, MACN-PV 19.748, werd gevonden naast het holotype-exemplaar. Het was driedimensionaal bewaard gebleven; CT-scans werden opnieuw gebruikt om het intacte strottenhoofd van dit exemplaar te visualiseren. Het strottenhoofd heeft een asymmetrisch derde segment, wat suggereert dat Vegavis twee geluidsbronnen had in de hals, samen met grote resonerende structuren in het zachte weefsel. Dit geeft aan dat hij waarschijnlijk in staat was om te toeteren zoals bij eenden, ganzen en andere basale neognathiden. 

## Fylogenie
In 2017 ontdekten Agnolín en collega's in een fylogenetisch onderzoek dat Vegavis samen met Polarornis, Neogaeornis en Australornis stam-anseriformen in de familie Vegaviidae vormen.

## Evolutie
De ontdekking van de typesoort Vegavis iaai toont aan dat de belangrijkste vogelgroepen die momenteel leven al in het Krijt gediversifieerd waren. Dit ondersteunt de al lang bestaande fylogenetische gevolgtrekkingen van paleornithologen. Het is geprezen als het eerste definitieve fysieke bewijs dat vertegenwoordigers van sommige groepen moderne vogels in het Mesozoïcum leefden.

## Paleobiologie
Vegavis was een vogel met een hoog metabolisme, waardoor hij op hoge breedtegraden op Antarctica kon leven. Hij vertoont ook een zekere mate van osteosclerose, een aandoening die hij deelt met Polarornis. Deze verschillende mate van osteosclerose zou verband kunnen houden met variaties in duikgedrag.

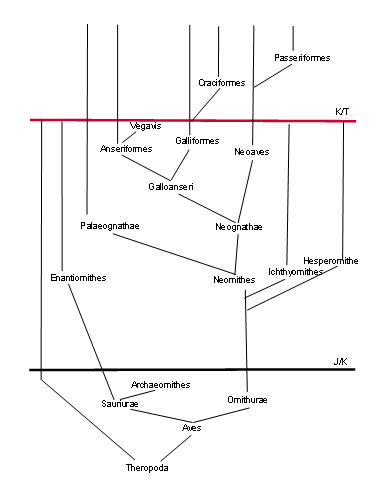
Vogelstamboom met V. iaai